# Hevossaari (ö i Södra Karelen, Villmanstrand, lat 60,95, long 27,51)
Hevossaari är en ö i Finland. Den ligger i sjön Ala-Kivijärvi och i kommunen Luumäki i den ekonomiska regionen  Villmanstrands ekonomiska region  och landskapet Södra Karelen, i den södra delen av landet, 160 km nordost om huvudstaden Helsingfors. Öns area är 2,28 kvadratkilometer och dess största längd är 2,7 kilometer i sydöst-nordvästlig riktning.